# Applications des satellites
 (mars 2016).

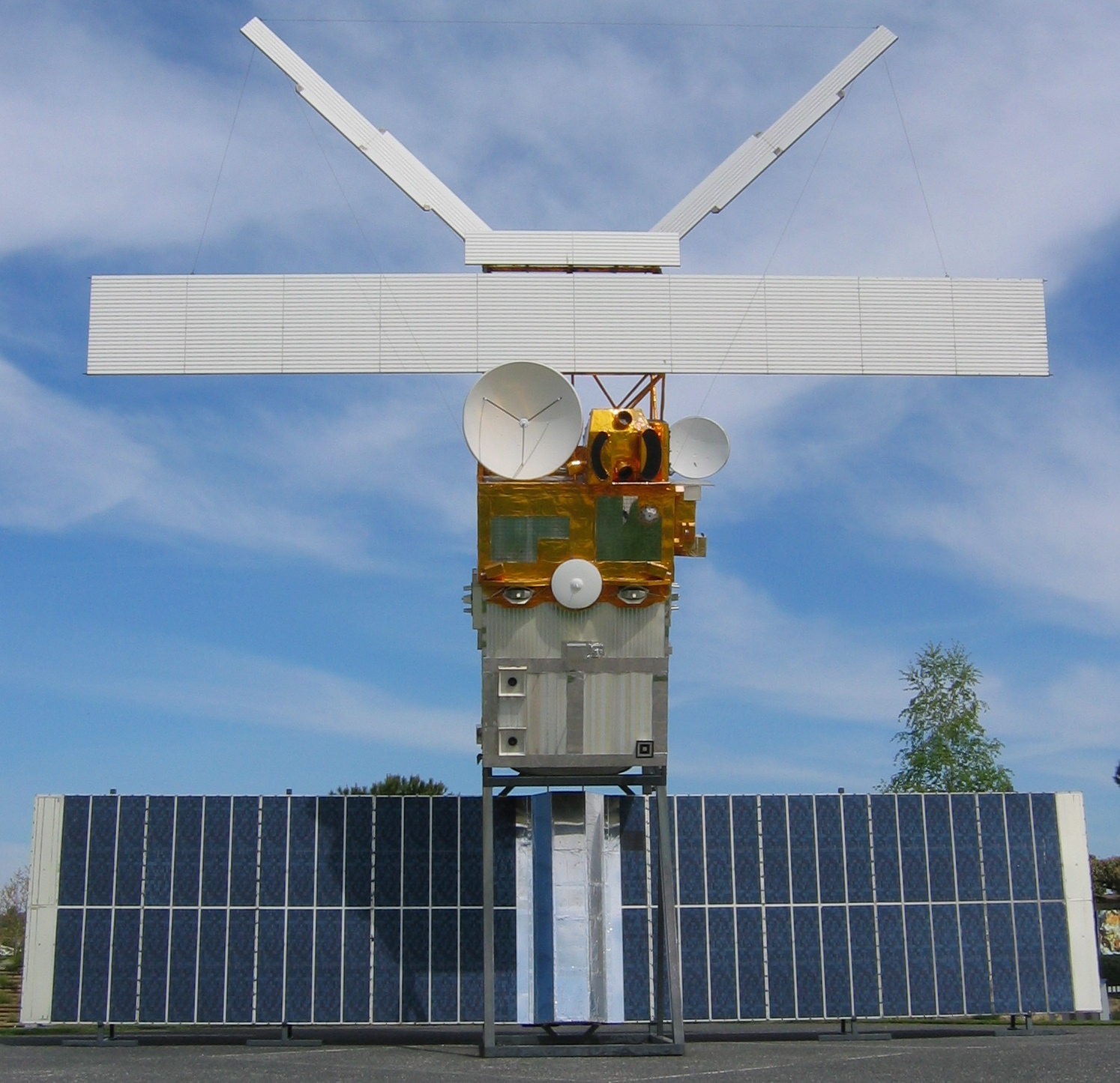
Le satellite d'observation ERS 2, modèle en taille réelle à la Cité de l'Espace à Toulouse

Les applications des satellites sont les différents domaines dans lesquels les satellites artificiels lancés dans l'espace sont utilisés. On distingue les satellites scientifiques qui sont destinés à la recherche scientifique et les satellites d'application qui apportent une contribution pratique au fonctionnement de la société dans des domaines comme la météorologie, les télécommunications, la navigation, la gestion des ressources naturelles, la sécurité maritime, la prévention et le suivi des risques naturels. Depuis l'apparition des satellites à la fin des années 1950, les domaines d'application tendent à se multiplier et à se banaliser en influençant en profondeur la société et en donnant naissance à un nouveau secteur commercial. Le développement des satellites reste néanmoins concentré entre les mains de quelques puissances spatiales.

## Les atouts du satellite
La conception et le lancement d'un satellite artificiel nécessitent des budgets importants : plusieurs dizaines à plusieurs centaines de millions d'euros dans un cas médian. Leur construction relève de l'artisanat (construction à l'unité) et comprend des composants sophistiqués ; le cout de la mise en orbite reste élevé. Néanmoins la position du satellite sur son orbite présente plusieurs avantages, qui lui permet de jouer un rôle croissant dans le fonctionnement de la société :
- Le satellite permet d'observer et de communiquer de manière quasi instantanée avec de grandes portions de la planète tout en bénéficiant d'une grande longévité (plus de 20 ans pour les satellites en orbite géostationnaire les plus récents). En restant à l'aplomb d'une région du globe sur une orbite géostationnaire (altitude 36 000 km) son champ d'action couvre en permanence plus d'un tiers de la planète de manière instantanée. Sur une orbite héliosynchrone beaucoup plus basse (environ 700 km) il peut balayer avec ses instruments la surface de la planète en quelques jours. Un instrument unique placé en orbite peut ainsi effectuer un travail soit impossible à réaliser depuis le sol pour des raisons physiques, financières ou politiques soit qui nécessiterait un très grand nombre d'équipements au sol.
- Le satellite et sa charge utile sont en situation d'impesanteur.
- Le satellite est dégagé de l'atmosphère terrestre opaque à une partie du spectre électromagnétique permettant d'étudier tous le rayonnement en provenance de l'espace.
- Le satellite permet d'étudier in situ l'espace proche de la planète où se déroulent des processus qui influencent directement les mécanismes climatiques.

## Les différents types de satellites artificiels
Les satellites sont classés généralement en deux catégories : satellites scientifiques et satellites d'applications.

### Satellite scientifique
Les satellites scientifiques sont destinés à la recherche :
- Étude des couches supérieures de l'atmosphère, de l'ionosphère, de la magnétosphère et des ceintures de radiations,
- Vérifications de certaines lois de la physique qui bénéficient de l'impesanteur,
- Étude du champ de gravitation terrestre et la forme de la Terre (géodésie),
- Étude des mouvements affectant la croûte terrestre liés à la tectonique des plaques (géodynamique),
- Les télescopes et observatoires spatiaux dans le domaine de l'astronomie et de la cosmologie utilisent des instruments analogues aux télescopes terrestres. Leurs observations ne sont pas gênées par l'atmosphère terrestre qui déforme ou arrête une bonne partie du spectre électromagnétique. Ces instruments ont des champs d'observation plus ou moins larges et sont dédiés à une partie du spectre (lumière visible, infrarouge, rayons X, etc.).
- Certaines sondes spatiales après s'être placées en orbite autour d'autres corps célestes comme Mars, collectent des données qui sont utilisées pour des études de planétologie.

Les satellites scientifiques présentent la particularité d'être des objets généralement uniques. S'ils sont perdus lors du lancement, ils sont rarement remplacés.

### Satellite d'applications
Ils ont une application commerciale dans les domaines de la météorologie, de l'Observation de la Terre (dite Télédétection), des télécommunications, de la navigation. Ils génèrent des revenus directs (satellites de communications) ou induits (météorologie, observation de la terre civile et militaire, navigation, etc.). Leur service ne devant pas s'interrompre, ils nécessitent des redondances en orbite et des remplacements par de nouvelles générations. C'est un vrai marché des satellites et de leurs applications. Les applications peuvent être civiles ou militaires. Certains satellites ont une dualité d'application, pouvant avoir plusieurs applications (Météorologie et Télécommunications, Civile et Militaire, par exemple, etc.). On trouve :
- Satellites de télécommunications : ces satellites sont utilisés pour transmettre des informations d'un point à l'autre bout de la Terre, notamment des communications téléphoniques ou de la transmission de données, les communications satellitaires et les programmes télévisés.
- Satellites de télédétection : ces satellites observent la Terre ou une autre planète autour de laquelle ils ont été mis en orbite, dans un but scientifique (température de la mer, manteau neigeux, sécheresse…), économique (ressources naturelles, agriculture…) ou militaire. Le spectre d'observation est vaste, optique, radar, infrarouge, ultraviolet, écoute de signaux radioélectriques…
- Satellites de positionnement : ces satellites permettent de connaître la position d'objets à la surface de la Terre, dans les airs (avions, missiles) et dans l'espace.
- Satellites militaires : à usage militaire et gouvernemental, ils peuvent être de télécommunications et d'observation de la Terre ou d'écoute électronique (satellite espion).

Les stations spatiales  constituent une classe spéciale d'engins spatiaux en orbite autour de la Terre. Ils sont conçus pour être occupés par l'homme et on y effectue des expériences de recherche fondamentale ou appliquée qui nécessitent la présence de l'homme.

## Satellite de télécommunications
De tout temps, les hommes ont eu le besoin vital de communiquer. Et depuis le début de l’Histoire, les communications n’ont cessé d’évoluer, en temps, en distance et en quantité d’informations transportées. Les satellites de télécommunications représentent pour le moment la pointe du progrès dans cette matière. Avant l’ère spatiale, aucune transmission de télévision n’était possible entre les continents, et les quelques câbles transocéaniques qui existaient ne pouvaient acheminer que quelques dizaines de conversations téléphoniques. En quelques années, le satellite a changé totalement la donne pour la télévision, le téléphone ou même Internet.

### Caractéristiques générales

#### Fonctionnement général
Le satellite de communication reçoit le signal de la station terrestre. Il l'amplifie et le transmet à une station réceptrice en utilisant une autre longueur d'onde. Les programmes de télévision, les communications téléphoniques, les données numériques peuvent être ainsi relayés à l’échelle planétaire.

#### Avantages d’un satellite par rapport aux communications terrestres
- Les satellites de télécommunications sont à l’heure actuelle très nombreux car ils sont venus compléter et améliorer les possibilités des moyens de télécommunications terrestres par fil ou par ondes qui souffrent des limitations suivantes :
  - Coût d’installation, de maintenance et des matières premières très élevé et augmentant fortement avec la longueur du réseau.
  - Problème physique : plus la quantité d’information qu’il est possible de confier à une onde est grande, plus la longueur de cette onde est petite et moins bien celle-ci se propage à la surface de la Terre. Si elle est de quelques mètres, chaque obstacle susceptible d’arrêter la lumière l’arrête également (montagnes…)
  - Exposition aux tremblements de Terre, inondations, tempêtes et autres risques majeurs qui peuvent détruire la ligne.

Avant l’arrivée des satellites, les images venant d’autres continents ne nous parvenaient que par avion, plusieurs jours après avoir été filmées. Quand le satellite arriva, celui-ci résolut, dans son principe même, les trois contraintes citées ci-dessus. Primo, il est un moyen idéal pour la transmission d’informations sur des aires géographiques très vastes. Il possède donc a priori une vocation mondiale puisqu’il ne nécessite pas une lourde infrastructure au sol, ce qui paraît particulièrement bien adapté pour un pays dont le peuplement est discontinu. Secundo, les satellites de télécommunications offrent la possibilité de communiquer entre deux points éloignés sans être gêné ni par le relief, ni par la courbure de la Terre, à condition de rester dans l’aire de visibilité du satellite assurant la transmission. Tertio, le satellite ne risque rien dans le cas d’un tremblement de terre ou d’une inondation et les infrastructures au sol occupent une si petite surface que le risque de dégâts en est fortement réduit.

#### Les différents types de satellites de télécommunication
Tous ces avantages, plus le fait qu’ils soient une des seules applications spatiales rentables, expliquent certainement l’expansion des satellites de télécommunication (on estime à un millier aujourd’hui le nombre de satellites de télécommunications). Le premier d’entre eux fut Echo 1. Il s’agissait d’un satellite passif puisqu’il réfléchissait seulement l’énergie qu’il recevait. Le signal était fortement diminué et ce fut le premier et le dernier des satellites de télécommunication passifs. À partir de 1962 et de Telstar, les satellites sont tous devenu « actifs » : ils reçoivent les signaux, les amplifient et les réémettent à partir de répéteurs. Leur charge utile se compose de panneaux solaires fournissant l’énergie nécessaire à l’amplification du signal et des antennes plus ou moins directionnelles qu’il faut orienter avec une grande précision vers la Terre. Les antennes terrestres doivent par ailleurs impérativement être pointées avec précision en direction du satellite pour la réception comme pour l’émission. Les premiers satellites télécoms étaient des satellites à défilement, c'est-à-dire qu’ils n’étaient visibles que quelques minutes. Cette orbite basse a été rapidement abandonnée et maintenant la plupart des satellites de télécommunications (le premier fut Early Bird en 1965) sont logiquement placés sur une orbite géostationnaire pour que les antennes soient constamment reliées entre elles, sans coupures. Pourtant aujourd’hui, on en revient aux satellites à défilement (et même à une constellation de satellites à défilement) pour répondre à la croissance de l’utilisation des téléphonies mobiles.

#### Affaiblissement possible du signal
Certains phénomènes météorologiques et astronomiques peuvent affaiblir un signal (la pluie ou des vents solaires). Le signal est aussi plus facilement arrêté par le relief en région de haute latitude (l’angle sol-satellite est plus faible et l’ « ombre » est donc plus grande).

#### Deux ressources fondamentales
Un satellite de télécommunications utilise deux ressources limitées : l’orbite géostationnaire et une bande de fréquence radio réservée (voir annexe I). À quelques rares exceptions près (utilisations du laser pour les communications sous-marins – satellites, par exemple), toutes les communications par satellites exploitent les ondes radio. Avec l’augmentation continue du nombre de satellites, le problème de l’allocation des fréquences est devenue extrêmement complexe. Le spectre des fréquences utilisables apparaît déjà très exploité. Cependant, les progrès des techniques de transmission de données ont permis de décupler la capacité des installations et de réduire la taille des stations terrestres. Les méthodes numériques de codage à la source ont ainsi entraîné une division par dix du débit nécessaire pour transmettre une communication téléphonique ou une émission de télévision.

#### Modulation du signal
Pour faire en sorte que l’onde « porte » un message, on utilise la modulation.
Le procédé consiste à modifier une ou plusieurs caractéristiques de l'onde radio (porteuse) selon le type d'informations que l'on souhaite envoyer. Le procédé inverse, la "démodulation", sert à reconstruire l'information d'origine (discours, données informatiques ou programme TV) dans le récepteur.
En pratique, la méthode de modulation, généralement assez complexe, est choisie afin d'optimiser les performances d'une liaison satellite selon le type d'information à transporter. L'information est souvent codée à l'émetteur afin de pouvoir détecter et corriger les éventuelles erreurs dues à une mauvaise interprétation dans le récepteur. Des techniques semblables, tout aussi élaborées, sont utilisées par exemple pour protéger les disques laser audio contre les rayures et les mauvaises manipulations.

#### Types de couverture d’un satellite géostationnaire
Un satellite de télécommunications n’utilisera jamais toute la surface qu’il peut couvrir car sur la périphérie de cette zone maximale couverte, l’angle formé entre le sol et le satellite est trop faible pour pouvoir recevoir les ondes émises par le satellite. Par contre, des couvertures restreintes — semi-globale (échelle d’un continent), régionale (échelle de l’Europe) et étroite (2 à 3 pays moyens) — présentent l’avantage de concentrer l’énergie sur de plus petites surfaces et donc de fournir un signal plus fort.

### Services commerciaux
Les télécommunications ont très vite représenté un marché important (50 milliards de dollars en 2000). Plusieurs services commerciaux se sont donc développés, tant au niveau mondial que national :

### Services internationaux

#### Intelsat
Intelsat est l’Organisation internationale des satellites de télécommunications qui réunit plus de 120 pays. Le premier satellite d’Intelsat fut « Early Bird », qui assurait des retransmissions télé entre l’Europe et les États-Unis.
Les générations de satellites suivantes possédaient des capacités de transmission et d’émission déjà plus élevées, grâce à la concentration de la puissance en direction de la Terre, et à la division du spectre de transmission en bandes de fréquence plus étroites. Ainsi, le premier des satellites Intelsat de quatrième génération, lancé en 1971, était doté d’une capacité de 4 000 circuits vocaux.
En 1980, les satellites Intelsat de 5e génération avaient une capacité de 12 000 circuits vocaux. On a par ailleurs commencé à concentrer la puissance du satellite sur de petites régions de la Terre, ce qui a fait chuter les prix des antennes de réceptions (taille et diamètre plus petit). Mis en service à partir de 1989, les satellites de sixième génération ont pu établir 24 000 circuits simultanés. Au début des années 1990, Intelsat, avec 15 satellites en orbite, offrait ainsi le système de communications le plus étendu du monde, relayant 100 000 circuits téléphoniques. Cependant, d’autres systèmes proposent également un service international du même type, concurrençant ainsi celui d’Intelsat qui a été privatisé en 2001.
Site officiel d'Intelsat

#### Inmarsat

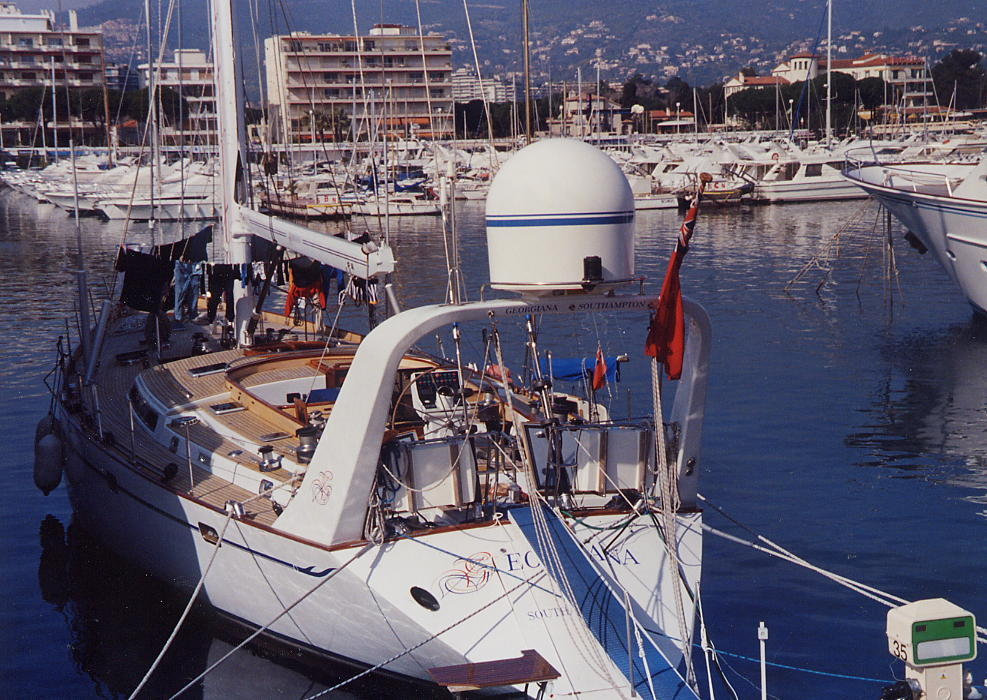
Voilier équipé d'un terminal Inmarsat C

Organisation internationale des satellites maritimes, Inmarsat (International Maritime Satellite), fondée en 1979 et transformée en société privée depuis 1999, couvre un réseau mobile de télécommunications qui assure des liaisons de données numériques, des liaisons téléphoniques et un service de transmission par télécopie entre des bateaux, des installations en mer et des stations terrestres à travers le monde. En outre, ce réseau prolonge maintenant le système de liaisons par satellites utilisé par les avions des lignes internationales. Les téléphones Inmarsat sont devenus indispensables dans les courses transatlantiques, les rallyes, etc. Ce sont également des outils formidables pour les journalistes, et pour toutes les équipes de secours en cas de catastrophe naturelle : ainsi, lors du grand tremblement de terre de Kobé, les liaisons avec le monde extérieur ont pu être rétablies grâce à des téléphones Inmarsat. Il en est de même en cas de raz de marée, d’éruption volcanique, d’inondation…
Inmarsat va désormais être concurrencé par les nouvelles constellations de satellites pour les « mobiles » (Globalstar) voire par des satellites géostationnaires qui offriront des liaisons à plus bas prix pour les pays en voie de développement (ACeS en Asie et EAST pour l’Afrique).
Site officiel d'Inmarsat

### Les services régionaux
- L’expansion des systèmes internationaux s’est fait parallèlement au développement de systèmes à l’échelle régionale.
  - En Europe : L’importance des satellites de télécommunications est apparue très tôt aux pays européens mais il faudra attendre une véritable cohésion spatiale européenne pour établir, en 1977, Eutelsat qui permettra l’obtention d’un véritable service de télécommunication européen indépendant de la tutelle mondiale. Ainsi, Eutelsat fait partie des réalisations qui ont permis une plus grande cohésion régionale entre États membres de l’ex-CEE. Le service se fonde principalement sur une offre télévision avec un service européen de téléphonie qui a permis de compléter le réseau terrestre européen sans enfreindre les conditions d’Intelsat (toujours utilisé pour les communications hors-Europe). Il faut également mentionner le réseau européen de satellites de télécommunications ECS (European Communication Satellite), développé par l’Agence spatiale européenne (ESA) ; chacun de ses satellites peut établir 12 600 circuits.
  - Arabsat : La création de l’Organisation Arabe des Télécommunications en 1976 correspond à une volonté politique de développement des liens régionaux mais dans un contexte différent puisqu’il s’agissait ici d’un programme de renforcement de l’identité culturelle arabe. Ces dernières années, la volonté commerciale semble cependant l’avoir emporté sur la volonté culturelle.
  - Palapa : Au début uniquement basé sur les Philippines, le système Palapa s’est progressivement étendu au reste des pays de l’ASEAN (Association des pays du Sud-est asiatique) jusqu’à être reconnu système régional par Intelsat.

### Perspectives

#### Concurrence des fibres optiques
Le développement des réseaux en fibre optique est venu concurrencer les satellites dans certaines applications, comme la téléphonie internationale, grâce à la pose de nombreux câbles sous-marins. La fibre optique possède des avantages que les satellites n’ont pas. Par exemple, une seule fibre optique a une capacité de transmission équivalente à celle d’un satellite relativement modeste, doté d’une dizaine de canaux. Par ailleurs, les satellites possèdent une durée de vie restreinte, car leurs réserves de carburant, utilisées pour se maintenir en orbite, sont limitées.
Malgré toutes ces contraintes, les satellites gardent encore plusieurs avantages sur les fibres optiques ; ils permettent, notamment, de couvrir une très grande surface. De plus, ils disposent d’une grande souplesse opérationnelle, car ils peuvent être reconfigurés en fonction de l’évolution des techniques et des besoins. Enfin, ils peuvent desservir des téléphones mobiles et des sites isolés (îles, bateaux, etc.) en s’affranchissant des contraintes géographiques. De ce fait, les systèmes de télécommunications par satellites demeurent promis à un bel avenir, et sont appelés à se développer pour un certain nombre d’applications.

#### Place du satellite dans le réseau Internet
Faut-il le rappeler : tout le monde n’a pas accès à l’Internet haut débit de type ADSL. Même dans un pays développé, comme la France, un quart de la population ne peut obtenir le haut débit[réf. nécessaire]. Autrement dit, 15 millions de Français, environ une commune sur deux et un tiers des entreprises privées resteront au bord de « l’autoroute de l’information » si rien n’est fait pour démocratiser l’accès au haut débit.
Une des solutions qui s’imposerait est une constellation de satellites, ou plutôt une constellation couplée avec un réseau terrestre (par câbles). On associerait donc les avantages du satellite, à savoir diffusion naturelle (un seul satellite suffit pour une région entière) vers des utilisateurs mobiles dans des zones éloignées et sans infrastructures terrestre développées, en évitant les nombreux problèmes techniques inhérents à ce système : les longs délais aller-retour des ondes (effet « d’écho »), les erreurs de transmissions portant plus à conséquence (vu qu’il y a plus d’information en transit et que l’on supprime directement ces informations lors d’une erreur) et enfin une certaine asymétrie (la quantité d’information reçue n’est pas tout le temps la même que la quantité d’information envoyée, ce qui oblige le satellite à « stocker » des données).

## Satellite de positionnement
La société de l’information inclut non seulement les télécommunications mais aussi la localisation et la navigation. Cette dernière est l'ensemble des technologies qui permettent de :
1. connaître la position d'un mobile par rapport à un système de référence ;
2. calculer ou mesurer le cap à suivre pour rejoindre un autre point de coordonnées connues ;
3. calculer d'autres informations pertinentes (distance, vitesse de déplacement, heure estimée d'arrivée, etc.).

### Le système de référence
Les satellites actuels de géopositionnement utilisent pour se situer par rapport au globe terrestre, qui est loin d’être parfaitement sphérique, le système WGS84 (World Geodetic System, 1984) qui est une représentation du système ITRF défini par l'IERS. Les coordonnées d'un point sont données par la longitude (méridien) et la latitude (parallèle) à partir d'une origine arbitrairement choisie : l'intersection du méridien de Greenwich avec l'équateur. La latitude varie de 0° à 90° nord ou sud et la longitude varie de 0° à 180° ouest ou est. Connaissant les coordonnées du mobile et celles du point de destination on peut alors calculer (ou mesurer sur une carte) le cap à suivre pour rejoindre ce dernier point. Traditionnellement, ce sont les astres qui avaient été utilisés pour servir de points de repères pour la navigation. Cependant, ces anciens repères laissent de plus en plus la place à des satellites artificiels.

### Avantages d'un système de positionnement par satellite
1. Les satellites ne sont pas influencés par les conditions météorologiques.
2. Ils sont largement plus précis et plus rapides que les anciens systèmes de navigation (radionavigation par exemple) (précision de l’ordre de 15 mètres avec le GPS et de 1 mètre avec Galiléo).
3. Le système peut être utilisé aussi bien par des mobiles évoluant au niveau du sol ou de la mer, que par des mobiles évoluant dans l'atmosphère.
4. Le système est beaucoup plus accessible que les anciens moyens de positionnement (par ondes radios), qui n’étaient utilisés que dans les avions.
5. Le système en lui-même est gratuit, il n’y a que les récepteurs qui sont plus ou moins onéreux (tout en le restant bien moins que les récepteurs des anciens systèmes).

### Fonctionnement général

#### Les systèmes à trajet descendant
Les systèmes de géopositionnement existants et Galiléo fonctionnent tous sur le même principe de base : le système est constitué de trois « segments » : une constellation de satellites en orbites autour de la Terre, des récepteurs et enfin des stations aux sol qui contrôlent les satellites, se chargent de contrôler leurs orbites et d’autres informations rediffusées par les satellites eux-mêmes aux récepteurs.
Afin de déterminer la position d’un mobile, les principaux systèmes actuels et futurs, GPS, GLONASS ou Galileo, utilisent le principe du « trajet descendant », c'est-à-dire que les satellites ont une charge utile relativement simple et émettent des signaux cadencés par une horloge ultra stable, le récepteur ayant une instrumentation plus importante que le satellite lui-même.
Les satellites émettent en permanence des micro-ondes (ondes électromagnétiques) qui se propagent à la vitesse de la lumière et qui sont captés par les récepteurs. Connaissant la vitesse de propagation de la lumière ils peuvent alors calculer la distance qui les séparent du satellite en comparant l'heure d'émission (incluse dans le signal) et de réception de l'onde. Une erreur de 1 millième de seconde dans le calcul se transforme en une erreur de 300 km sur le terrain ! C’est pour cela que les satellites doivent contenir une horloge atomique extrêmement précise. Pour connaître sa position en temps réel dans l’espace à trois dimensions, il faut un minimum de quatre satellites reçu en permanence. En effet, il faut au minimum quatre points de repères pour effectuer une triangulation précise. Trois satellites vont être utiles pour pouvoir avoir les coordonnées latitude, longitude et altitude et un quatrième servira à déterminer le décalage entre l’horloge de l’utilisateur par rapport au référentiel de temps du système de géopositionnement. Placer une horloge atomique qui serait parfaitement synchronisée avec le référentiel de temps dans chaque récepteur est pour l'instant impossible. La triangulation consiste donc ici à résoudre un système d'équations à 4 inconnues qui sont la position dans les 3 dimensions plus le décalage de l'horloge du récepteur avec l'heure de référence du système. Pour connaître uniquement sa position dans 2 dimensions, 3 satellites suffisent ; plus de 4 satellites ne fait qu’augmenter la précision de la réponse et donc de la position. En clair, pour obtenir les coordonnées du récepteur, on cherche l’intersection des sphères dont le rayon est la « distance calculée entre les satellites » et le centre la position du « satellites » et on reporte cette intersection par rapport au géoïde terrestre. On connaît cette position car les messages de navigation contiennent des paramètres sur les orbites des satellites.

#### Galileo
Le GPS étant un système développé pour les militaires américains, une disponibilité sélective a été prévue. Depuis 1990, les civils n'avaient accès qu'à une précision faible (environ 100 m). Le 1er mai 2000, le président Bill Clinton a annoncé qu'il mettait fin à cette dégradation volontaire du service. Cependant, le système peut toujours être soumis à un brouillage du signal sans que les utilisateurs n’en soient informés, ce qui en fait un service très peu sûr pour les activités comme le guidage des avions par exemple. De plus, la plupart des nouveaux satellites sont maintenant équipés de récepteurs GPS afin de pouvoir calculer leur position, ce qui crée une situation de dépendance vis-à-vis de l’armée américaine. En effet, si chaque satellite est équipé d’un récepteur GPS, elle peut se permettre de créer un chaos total en brouillant les émissions du système GPS. Enfin, le marché de la localisation par satellite est en pleine expansion et devrait représenter 155 milliards d’euros en 2020. L’Europe ne pouvait donc pas se permettre de ne pas réagir face au monopole américain et a décidé de lancer sa propre constellation de satellite de navigation : Galileo. Celle-ci sera complémentaire du GPS tout en étant beaucoup plus précise (précision de l’ordre du mètre, pour 15 mètres au GPS) et exploitant 5 « canaux » (fréquence particulière). Chaque « canal » sera utile à un service en particulier, dont certains seront payants. Ces services sont :
1. le service ouvert (ou OS pour Open Service) : comme le service gratuit offert par le GPS, mais la précision est plus grande : de l'ordre de 1 mètre. Aucune information d'intégrité n'est assurée. C'est ce service qui sera principalement utilisé par les particuliers ;
2. le service commercial (ou CS pour Commercial Service) : en échange d’une redevance versée à l’opérateur Galileo, il offrira de nombreux services à valeur ajoutée (garantie du service, intégrité et continuité du signal, meilleure précision de la datation et des données de positionnement ou encore la diffusion d'informations cryptées à l'aide de deux signaux supplémentaires). Ce sont principalement les abonnements à ce service qui assureront le financement de Galileo ;
3. le service de sûreté de la vie (ou SOL pour Safety Of Life service) : il délivrera un service sécurisé, intègre et fiable, en vue des applications critiques sur le plan de la sécurité de la vie tels que le transport aérien, maritime et terrestre ;
4. le service public réglementé (ou PRS pour Public Regulated Service) : s’adressera en priorité aux utilisateurs remplissant une mission de service public, très dépendants de la précision, de la qualité du signal et de la fiabilité de sa transmission (services d’urgence, transport de matières dangereuses, transport de fonds, etc.). Comme ce service doit être disponible en tout temps, il utilise deux signaux à part et dispose de plusieurs systèmes prévenant un brouillage du signal ;
5. le service de recherche et secours (ou SAR pour Search And Rescue service) : il permettra de localiser l’ensemble du parc des balises Cospas-Sarsat 406 MHz et de renvoyer un message d'acquittement vers les balises en détresse. La réglementation et la définition des fonctions sont sous la charge de l'Organisation Maritime Internationale (OMI) et de l'Organisation de l'aviation civile internationale (OACI).

Avec Galileo enfin, on espère la création de 140 000 emplois directs en Europe.

#### Les systèmes à trajet montant
Contrairement aux satellites à trajet descendant, les satellites à trajet montant ont une charge utile complexe et leurs émissions peuvent être brouillées mais l’émetteur au sol, ou en mer, dans le cas d’une bouée, est très simple. Pour faire connaître sa position et les données scientifiques que celui-ci est censé recueillir, un émetteur, qui peut peser moins de 20 grammes, émet un message codé régulièrement vers l’espace. Un des satellites de la constellation va alors capter l’information qui lui sera arrivée par liaison montante et l’enregistrer. Le satellite peut calculer la distance de l’émetteur en connaissant le temps que l’onde a mis pour parcourir le trajet et sa position grâce à l’effet Doppler. Dès que le satellite passe au-dessus d’un des 21 centres de traitement des données, il renvoie les informations collectées qui seront alors analysées par après.

### Applications des systèmes à trajet descendant

#### La navigation militaire
Étant réservé uniquement aux militaires, elle n'est pas accessible aux récepteurs du commerce. Mais le GPS étant à la base un projet militaire, il est clair qu’il y a de nombreuses applications dans ce domaine : il a notamment été utilisé durant les campagnes de la guerre des Balkans et de la seconde guerre du Golfe pour guider des missiles, pour guider les troupes et les localiser, avoir une bonne vue d’ensemble du champ d’action…

#### Les relevés topologiques et études des mouvements terrestres
Les systèmes de géopositionnement peuvent jouer un rôle de prévention dans certaines catastrophes naturelles. En effet de nombreux systèmes sont développés ou sont en cours de développement sur Terre pour surveiller une faille active ou encore mesurer les déformations d’un volcan. Des applications en géophysiques, certes moins spectaculaires, sont elles aussi faites grâce aux GPS : la mesure de la tectonique des plaques, la mesure du géoïde, etc.
Mesures de la tectonique des plaques
Pour mesurer la vitesse à laquelle les plaques terrestres avançaient, on faisait, avant d’avoir le système GPS, des estimations à partir des roches situées près des dorsales océaniques. On constate qu’il y a des bandes de roches aimantées vers le nord ou vers le sud selon la période à laquelle elles se sont solidifiées car le magnétisme terrestre change de sens de manière périodique.
L'inconvénient majeur de cette méthode est qu'elle ne fournit qu'une estimation calculée sur les temps géologiques. Les vitesses des déplacements présents pouvant être très différentes, il était indispensable de pouvoir mesurer la vitesse instantanée des déformations actuelles.
Le système utilisant le GPS est relativement simple : à un endroit donné, on fixe une tige métallique solidement liée à la roche. À l’exacte verticale de celle-ci, on place l'antenne GPS exactement à la verticale du centre du repère, à une certaine hauteur. Grâce au système GPS, on calcule avec précision la position du repère dans l’espace. Un certain temps après, on recommence l’opération et on calcule ainsi la vitesse de déplacement.
Pour avoir la déformation dans une zone considérée, on mesure le déplacement d’un certain nombre de points répartis sur ladite zone.
Pour obtenir des mesures précises (de l’ordre du millimètre), on est obligé de faire de nombreuses mesures durant un certain temps et simultanément avec tous les repères de la zone. Habituellement, on effectue une mesure toutes les 30 secondes, pendant 3 jours, sur tous les satellites visibles à chaque instant.
Cela représente une moyenne de 30 000 à 40 000 mesures par point. Évidemment, le temps de mesure est conditionné par la précision requise. Pour une précision de quelques centimètres, il faut mesurer pendant une durée de l'ordre de l'heure. Grâce à cette technique, on a pu avoir des mesures extrêmement précises de la vitesse et de la direction des plaques terrestres ce qui a aidé les chercheurs à affiner leurs modèles.
Résultats obtenus grâce au procédé GPS :
- Pacifique : 10 cm/an vers le N-O
- Amérique du Sud : 1 cm/an vers le N
- Eurasie : 1 cm/an vers l’E
- Nazca : 7 cm/an vers l’E
- Afrique : 2 cm/an vers le N
- Philippines : 8 cm/an vers l’O
- Antarctique : tourne sur elle-même
- Arabie : 3 cm/an vers le N-E
- Inde-Australie : 7 cm/an vers le N
- Coco : 5 cm/an vers le N-E
- Amérique du Nord : 1 cm/an
- Caraïbe : 1 cm/an vers le N-E

La surveillance d’une faille active
Les séismes et les phénomènes liés à ceux-ci ont été la première cause de mortalité dans les catastrophes naturelles durant le siècle dernier. Malheureusement, les scientifiques ont énormément de difficultés à créer un modèle précis pour prévoir les tremblements de terre, car ils ne disposent pas d’un temps d’étude suffisamment grand et subissent l’effet aléatoire de ces événements. Malgré tout, de nombreuses études sont menées afin de découvrir les signes avant-coureurs de ces catastrophes et de pouvoir créer un système d’alerte efficace pour les populations. Les américains furent les premiers à envisager l'application du système GPS à la géophysique. Principalement à cause du très grand risque de séisme majeur dans l’État de Californie. Dans cette région du monde, le coulissement de deux plaques tectoniques le long de la faille de « San Andréas » provoque régulièrement des séismes dévastateurs. En mesurant la position de points répartis de part et d'autre de la faille, et les mouvements de ces points au cours du temps, il est possible de cartographier celle-ci précisément. L'analyse de la déformation de la surface du sol dans la région de la faille donne des informations sur la profondeur de la fracture, la longueur des segments actifs, les zones où le risque de séisme est le plus important, bref affine les modèles des géologues.
D'autre part, après un séisme, la mesure GPS donne accès au déplacement total du sol occasionné par celui-ci. Cette information est particulièrement utile pour la compréhension des mécanismes fondamentaux de la rupture sismique. Enfin, il est même possible de mesurer la position de points GPS pendant un séisme. En calculant la position du point à chaque mesure, on peut littéralement voire le point se déplacer pendant les quelques dizaines de secondes que dure le tremblement de Terre. Si ces points sont bien répartis, on peut également voire la rupture se propager le long de la faille. Là encore, toutes ces informations permettent d'analyser la propagation des ondes sismiques, et les mouvements de la surface qui en résultent. Ce type de réseau est maintenant mis en place autour d'un grand nombre de failles actives de par le monde : au Japon, en Indonésie, en Birmanie, ou encore en Turquie. Il faut rappeler que 500 millions de personnes dans le monde vivent dans une zone sismique à risque.
La volcanologie
Grâce au GPS, il est possible de surveiller la déformation d'un volcan en activité. Avec quelques points GPS judicieusement placés et mesurés en continu, on peut suivre jour après jour les déformations dues à la montée de lave. Ces mesures sont utiles aux volcanologues pour quantifier les phénomènes associés à une éruption. On peut également imaginer un processus de prédiction : les données seraient envoyées en permanence à un centre de contrôle qui rassemblerait les informations obtenues avec les capteurs GPS. Grâce aux précédents modèles établis par ces derniers on pourrait donc déterminer à quel moment la situation devient critique et qu’il faut évacuer la zone. Ce système est testé actuellement sur l’Etna, sur le Piton de La Fournaise, à La Réunion et en Martinique, à la Soufrière.

#### La navigation civile
C’est le secteur d’applications que le grand public connaît le mieux. C’est d’ailleurs le GPS qui est cité en premier lieu dans les applications de la recherche spatiale.
Il y a bien sûr le fait que le système GPS équipe de plus en plus de voitures… Mais les applications destinées aux civils ne se limitent pas à cela uniquement. Il existe en effet bien d’autres systèmes qui utilisent le GPS ou le GPS couplé avec un autre système afin d’obtenir un meilleur service. Ces derniers sont extrêmement divers : il y a notamment l’agriculture de précision, à la lutte contre le car-jacking en passant par le repérage des balises de détresses.
- L’agriculture de précision

L'agriculture de précision est un concept de gestion des parcelles agricoles. Elle repose sur le principe d’apporter la bonne dose, au bon endroit, au bon moment. L'agriculture de précision peut être utilisée pour optimiser la gestion d'un terrain à trois niveaux :
1. environnemental : on limite les pesticides, les engrais et autres produits polluants.
2. agronomique : on ajuste les besoins de la plante à ses vrais besoins d’une manière extrêmement précise.
3. économique : on augmente la compétitivité en augmentant le rendement du terrain et du temps de travail.

Elle requiert l’utilisation de nouvelles techniques, telles que la localisation par satellite et l'informatique. Le GPS est ici utile dans la première phase de l’agriculture de précision, c'est-à-dire la maîtrise de l'espace de travail. Grâce à la précision du système GPS et de capteurs spéciaux, prenant en mémoire certaines indications et notes de l’agriculteur à certaines coordonnées prises lors de son travail, il sera possible en cas de problème de retourner précisément sur les lieux. Mais l’agriculteur peut aussi noter les endroits les plus fertiles. Grâce à des « cartes de fertilités » extrêmement précises, obtenues au fur et à mesure des années, il peut ainsi décider de sa future politique d’occupation de ses parcelles. S’il veut mettre de l’herbicide afin d’éliminer toute trace de résistance dans son champ, il pourra également le faire de manière plus productive en évitant de repasser là où il est déjà passé et ne pas oublier certaines zones.
Malgré tout, l’agriculture de précision reste un outil cher (le coût d'équipement en matériel informatique et logiciel SIG, associé au prix d'un GPS et d'un capteur de rendement est d'environ 15 000 euros) et n’est souvent réservé qu’aux plus gros propriétaires. Mais l’on prévoit une diminution des prix dans le futur et ainsi une plus grande utilisation de ce système.
- Pour le « guidage privé »

Les récepteurs GPS sont vendus dans les grandes surfaces ou équipent de série les véhicules. Les plus petits tiennent dans la poche et valent le prix d’un agenda électronique haut de gamme.
Le GPS est aussi utilisé comme système de navigation par les concurrents des rallye-raids ainsi que par les randonneurs et autres pratiquants de sports en pleine nature.
- La pêche de précision

Les pêcheurs peuvent, eux, localiser leur(s) bateau(x) avec une grande précision pour assurer leur sécurité face aux dangers de la mer (intempéries ou collisions) et augmenter la productivité de leurs activités de pêche. Sans compter que les GPS peuvent les guider pendant les tempêtes et lors des manœuvres dans les ports.
- Le guidage des avions

Une des premières applications pratique du GPS dépassant le simple positionnement a été mise en œuvre sur l’aéroport de Chicago, un des plus encombrés des États-Unis. Il ne s’agissait pas de permettre aux pilotes de se positionner en vol, comme on pourrait le croire, mais de permettre à la tour de contrôle de connaître à tout moment la position des avions au sol afin de gérer au mieux leurs déplacements, le séquençage des décollages et d’éviter les collisions, en particulier les jours de brouillard. Chaque avion est muni d’un récepteur GPS qui calcule sa position en permanence et la diffuse par radio à la tour de contrôle. Dans la tour, un ordinateur reçoit ces positions et les affiche en temps réel sur écran, sur le plan de l’aéroport. Un « radar sans radar », en somme, qui permet aux contrôleurs d’avoir toute l’information nécessaire résumée sur un simple écran. Et puis, qui ne connaît pas le pilote automatique dans les avions, système qui a déjà aidé maints pilotes en difficultés ? Le pilote automatique n’est en fait une prise en charge de l’appareil, couplée avec une trajectographie guidée par des positions GPS en temps réel !
- La lutte contre le car-jacking

C’est en fait un processus passif. Dans ce cas, on installe un récepteur GPS sous le capot du véhicule à protéger. En cas de vol du véhicule, l’utilisateur appelle un centre de recherche qui va alors capter le message radio envoyé en continu par le récepteur pour donner sa position. Il ne reste alors plus à la police qu’à se rendre au domicile des voleurs pour les « cueillir » et récupérer la voiture.

### Application des systèmes à trajet montant

#### Sauver des vies
Développé dans ce but, on estime qu'entre 1982 et 2005, le système Cospas-Sarsat a permis de secourir plus de 14 000 personnes, en majorité dans le domaine maritime.

#### Protéger et sauvegarder la faune sauvage
En plaçant des balises sur les animaux sauvages tels que les oiseaux migrateurs, les scientifiques peuvent aisément observer leurs déplacements. Ils peuvent ainsi obtenir des informations, inaccessibles normalement, nécessaires à la sauvegarde de certaines espèces protégées.

#### Connaître et comprendre l’océan et l’atmosphère
Argos contribue activement à comprendre les océans en collectant et traitant les données fournies par 5 000 bouées dérivantes, 1 500 flotteurs de grand fond, 300 bouées ancrées et stations fixes. Ces balises mesurent la pression atmosphérique, la direction et la vitesse du vent, les courants de surface, etc.

#### Surveiller les volcans
La surveillance permanente des volcans permet de détecter immédiatement tout risque pour la population et les compagnies aériennes, qui sont parfois amenées à traverser des nuages de cendres volcaniques.
Le système Argos a été introduit dès 1992 dans des réseaux de préalerte volcanique (associés parfois à des détecteurs GPS). Une quarantaine des 120 volcans que compte l’Indonésie sont ainsi équipés de stations de mesures Argos autonomes.

#### Mesurer et gérer les ressources en eau
En plaçant des émetteurs sur certains fleuves, on peut prévenir d’éventuelles pénuries. Les émetteurs Argos donnent en effet l’élévation du niveau du fleuve. Ces données permettent de mieux gérer l’exploitation des barrages, le refroidissement des centrales thermiques et nucléaires, etc.

## Satellite d'observation de la Terre
Les satellites d’observations sont une des composantes majeures de la technologie spatiale. En effet, ils correspondent à un besoin très important pour beaucoup d’activités humaines : avoir une vision globale de la Terre. Avant l'ère spatiale, l'homme n'avait en effet jamais pu embrasser l'ensemble d'un hémisphère d’un seul coup d'œil. Il a donc fallu la mise en orbite des premiers véhicules spatiaux pour faire reculer l'horizon accessible et montrer notre planète comme jamais nous ne l'avions vue auparavant. Aujourd'hui, le satellite d'observation est devenu indispensable aux scientifiques et aux industriels comme aux militaires. Il offre à chacun d'entre eux une multitude de raisons d'observer la Terre depuis l'espace dans l’ensemble du spectre électromagnétique.

### Petit historique de l'observation aérienne et spatiale
- Le ballon : Au milieu du siècle dernier, le ballon a permis au photographe français, Gaspard-Félix Tournachon (dit Nadar), de réaliser au-dessus de Paris les premières photographies aériennes. Mais c’est véritablement pendant la Guerre de Sécession (1861-1865) que les ballons devinrent les premiers moyens de reconnaissance aérienne.
- L’avion : Au début du XXe siècle, l'avion a montré tous ses avantages en tant que plate-forme d'observation à usages civils ou militaires. De nos jours, des avions spécialement aménagés en studio volant, équipés de chambres de prise de vue ou d'autres instruments, effectuent dans le monde entier des missions pour la cartographie, l'étude des forêts, l'urbanisme, l'espionnage, la surveillance de la pollution, la recherche archéologique ou pétrolière, etc. La photographie aérienne fournit des documents d'excellente qualité, couvrant une faible surface au sol mais avec une résolution de quelques décimètres seulement. Cependant il s'agit là de missions ponctuelles, limitées dans le temps et l'espace, très coûteuses.
- Le satellite artificiel : Apparu en 1957, le satellite artificiel possédant des propriétés (données répétées, sur de grandes étendues, sans contraintes imposées par les frontières politiques et faible coût comparée à la durée de la mission) qui en font une exceptionnelle plate-forme d'observation est devenu l’outil de référence pour observer la Terre.

### Fonctionnement des satellites d'observation

#### Principe général
Ces satellites reposent sur la détection et la mesure par leurs capteurs du flux de rayonnement électromagnétique en provenance de la zone observée. On interprète ensuite les données en tenant compte des lois physiques suivantes :
- Plus la longueur d’onde est courte, plus la température de l’objet est élevée (Formule de Planck : Énergie = 6,626 × 10−34 * fréquence).
- Chaque objet étudié (plante, maison, surface d'eau ou masse d'air) émet ou réfléchit du rayonnement à différentes longueurs d'onde et intensités selon son état (composition chimique).

Pour assurer la complémentarité des mesures, les scientifiques utilisent plusieurs capteurs spécialisés dans une longueur d’onde particulière pour étudier un même phénomène terrestre.

#### Classement des différents types de capteurs-imageurs
- Selon la passivité du système
  - Après avoir été à l’origine constitués par des caméras photographiques, les capteurs actuels sont soit de type passif, où le signal reçu par le système optique est renvoyé sur des détecteurs qui le transforment en signal électrique (principe du scanner), soit de type actif.
  - Le capteur actif est un radar : il émet un signal, dans le domaine des hyperfréquences, et enregistre la réponse renvoyée par les surfaces et les objets observés. Ce capteur permet d’émettre et de recevoir un signal quelles que soient les conditions atmosphériques et les conditions d’éclairement.

Système actif : l'instrument embarqué à bord du satellite ERS émet un signal qui est rétrodiffusé par le milieu observé et détecté par l'antenne « A ».	Système passif : l'instrument embarqué à bord du satellite SPOT reçoit le rayonnement solaire réfléchi par le milieu observé.
- Selon les bandes spectrales

Les capteurs utilisent différentes bandes spectrales selon leur mission.
- Selon le champ d’observation
- Selon l’orbite

Un satellite géostationnaire est placé au-dessus de l'équateur et a la même vitesse de rotation que la Terre elle-même, ce qui fait qu’il semble stationnaire du point de vue d'un observateur sur le plancher des vaches (voir annexe V). À 36 000 km d’altitude, il peut observer un hémisphère entier. Un satellite orbital polaire fait le tour de la Terre avec une inclinaison proche-polaire, signifiant qu’il passe toujours exactement au-dessus de l’axe de rotation de la Terre. Le satellite passe l'équateur et chaque latitude au même moment solaire local chaque jour. L’orbite du satellite polaire est beaucoup plus basse qu'une orbite géostationnaire et voit ainsi une plus petite partie de la surface, mais avec un détail plus fin. Les deux types de satellites polaire et géostationnaire devraient être vus comme complémentaires. Chaque catégorie a des qualités et des défauts que l’autre n’a pas et un système d’observation idéal (une « constellation » de satellites) essaye de combiner les avantages de ces deux modes d’observation.
Avantages et inconvénients d’un satellite géostationnaire :
Le satellite est visible en permanence de tous les points d’une large zone (un tiers de la surface planétaire). Cela signifie un envoi de données fréquent (chaque minute au mieux), ce qui permet un bon suivi d’événement se déroulant rapidement. Une seule station est nécessaire pour la maintenance du satellite. Mais les régions polaires ne sont pas visibles et la résolution au sol est mauvaise.
Avantages et inconvénients d’un satellite en orbite polaire :
Il assure une couverture globale et une bonne résolution au sol. La synchronisation avec le Soleil produit une illumination constante pour les surfaces observées ainsi qu’une énergie maximale pour les instruments. Malgré cela, l’observation continue d’un point particulier est impossible, bien qu’un système de satellites multiple résolve le problème, et la maintenance du satellite exige beaucoup de stations au sol.

### Applications dans le domaine militaire
Les satellites militaires ont constitué la première forme de satellites d’observation : en effet, dès 1959 et dans le cadre de la Guerre Froide, les États-Unis et l’URSS ont développé des satellites militaires d’observation, que l’on appelle couramment et abusivement des « satellites espions » (les premiers d’entre eux furent la série des Discoverer). Ils permettaient bien évidemment de pouvoir observer les ressources militaires de l’ennemi dans des zones peu accessibles afin d’évaluer le danger que celles-ci étaient susceptibles de représenter ; cela a donc servi de base aux autres applications civiles des satellites d’observation. Tout ceci était entièrement licite vu que les frontières n’ont plus cours à une altitude supérieure à 80 km. Les deux pays évitaient donc les problèmes diplomatiques liés à l’observation de puissances étrangères à partir d’avions espions comme les Lockheed U-2 pour les États-Unis. Ainsi, on a pu découvrir que l’URSS avait, tout comme les États-Unis, un programme d'exploration habitée de la Lune ! Mais plus important que cela, ces satellites ont eu un rôle stabilisant dans la Guerre Froide. En effet, ils permettaient de vérifier la véracité des messages de propagande adverse ou les déclarations de politiciens (le missile gap dans les années 1960) : si par exemple l’URSS affirmait posséder 1 000 ogives nucléaires alors que les satellites n’en observaient que 10, on en concluait que la menace était moins grande, ce qui rééquilibrait les deux forces en présence. Cela permettait aussi de découvrir certaines menaces réelles et de les supprimer. Le meilleur exemple est la crise de Cuba. Grâce à des photos satellites, on a pu démontrer la présence de missiles intercontinentaux sur l’île de Cuba devant les Nations unies ce qui a permis de faire retirer la menace de l’île. Les satellites militaires permettent aussi de guider des unités ou missiles ou d’intercepter des communications téléphoniques. Mais la vocation première d’un satellite militaire est d'aider les militaires, non seulement dans le secteur stratégique mais aussi sur le champ de bataille.

### Météorologie

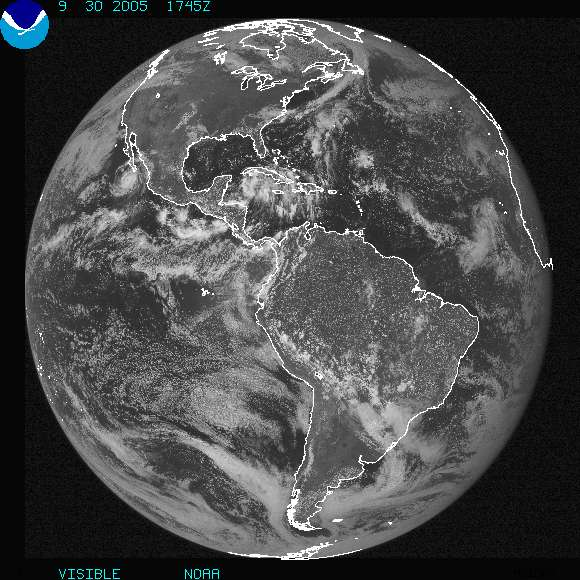
Vue de la Terre par un satellite météorologique GOES (Source: NOAA)

Jusqu'aux années 1960, les prévisions météorologiques étaient beaucoup plus aléatoires qu’aujourd’hui. Une des causes de ce problème est que les stations météo de surface et en mer n'existent que dans peu d'endroits et que celles de radiosondage sont encore plus dispersées. Partout ailleurs, les conditions atmosphériques restaient un mystère à cette époque. De plus, les météorologistes ne disposaient que de peu de recul face aux informations qu’ils obtenaient et ne pouvaient par conséquent tout modéliser. Ainsi, il était impossible pour eux de mesurer à l'échelle planétaire et à grande résolution la température de surface de la mer, d’observer les nuages en altitude, de connaître le rayonnement terrestre ou encore de suivre en direct le déplacement d’une tempête tropicale.
C'est 1962, que le premier satellite destiné à la météorologie a été lancé : TIROS-1. Toutes ces données sont maintenant disponibles grâce aux satellites météorologiques. Ils ont créé une véritable révolution. Le simple fait d’offrir une couverture complète de la Terre, de jour comme de nuit, a littéralement bouleversé tous les modèles constitués in situ depuis un siècle. Chaque système de dépression ou d’anticyclone est devenu subitement visible lors de sa formation et de son évolution, chose impossible à observer depuis une station terrestre.
Pour couvrir l'ensemble du globe, plusieurs pays ou ensembles de pays se divisent le travail. L'Europe maintient les satellites Météosat, les États-Unis les satellites GOES et TIROS, le Japon les satellites GMS. La Russie, comme l'Union soviétique avant elle, a également un programme élaboré dans ce domaine. Plus récemment l'Inde et la République populaire de Chine se sont ajoutés à ce groupe. En plus, des satellites ont des missions particulières comme le TRMM pour la mesure de la pluviosité tropicale.
Voici maintenant un aperçu de quelques applications en météorologie qui n’auraient pas été possible sans l’apport des satellites :

#### Veille Météorologique Mondiale
L'Organisation météorologique mondiale est un organisme des Nations unies qui vise à la coopération des services météorologiques nationaux. L'un des programmes principaux de l'OMM est la Veille Météorologique Mondiale, dont le but est de maintenir un service permanent et mondial d’observation des conditions météorologiques à l'échelle mondiale en favorisant l'échange libre des données entre les pays membres. Depuis les années 1960, l’apparition des satellites a renforcé la coopération et augmenté la quantité de données transmises.

##### Suivi des cyclones tropicaux
Grâce aux satellites, la prévision des trajets des cyclones tropicaux a fait des progrès considérables. Ainsi par exemple, en 1992, lors de l'ouragan Andrew, les images Météosat et GOES ont permis de dérouter le trafic aérien et de prendre les mesures nécessaires pour la protection au sol des biens et des personnes. Pareils exemples apparaissent chaque année et il est difficile de calculer le nombre de vies humaines que la prévision de la trajectoire des cyclones (qui doit beaucoup aux satellites) a sauvées. Chaque nouvelle catastrophe souligne cependant les limites des prévisions actuelles en météorologie. La marge de progrès est donc encore très large pour les centres de recherches.

##### Suivi des épidémies
Les données fournies par les satellites météorologiques permettent d’anticiper les zones de propagation des maladies mortelles. Prenons l’exemple du paludisme en Afrique. Les données Météosat permettent de repérer les conditions favorables à la reproduction des moustiques, vecteurs de la maladie, et ainsi de développer un système d’alerte fiable facilitant le travail des autorités sanitaires. Plus généralement, il existe un lien étroit entre les conditions climatiques et l’apparition d’épidémies, d’où l’importance de disposer de données précises sur les conditions climatiques pour établir un modèle permettant de prévoir les zones à risque.

##### Agriculture
Les satellites ont apporté à la météorologie une plus grande précision, ce qui fait que les données que reçoivent les agriculteurs sont, elles aussi, plus précises. Ainsi, ils peuvent adapter leurs activités en fonction des informations météorologiques : gelées, précipitations, brouillard, etc. Pour éviter une longue énumération d’applications de la météorologie de précision dans l’agriculture, voici deux exemples qui en démontrent l’importance :
- En analysant le rayonnement infrarouge de la Terre, le satellite GOES mesure, en Floride, la température du sol toutes les 30 minutes. Ainsi le risque de gel, fatal aux citronniers, est prévu et n’est combattu par chauffage au mazout qu’à bon escient. L’économie réalisée s’élève à 45 millions $US par an.
- Une compagnie hawaïenne de production de cannes à sucre estime gagner un million $US par an grâce aux prévisions météorologiques par satellites. En effet, si la pluie survient moins de 48 heures après qu’on ait procédé aux brûlis précédant la récolte, celle-ci est perdue.

#### Prévisions numériques
Depuis le début du XXe siècle, les météorologues savent que l'atmosphère est un fluide dont le comportement est celui de la mécanique des fluides. Le pionnier du domaine de la paramétrisation de l'atmosphère en équations résolubles numériquement, Lewis Fry Richardson, avait déjà essayé de prévoir l'état futur du temps grâce à ces calculs en 1922. Ce n'est qu'avec l'apparition de l'ordinateur que les prévisions numériques du temps (PNT) modernes ont pu se développer à partir des années 1950. La mise en œuvre de la PNT aux fins de la prévision opérationnelle du temps suppose l'acquisition des données d'observations météorologiques couvrant l'ensemble de la planète avec la résolution la meilleure possible. Les données satellitaires sont venus combler un important trou dans ce domaine. De ces données on peut non seulement extraire la couverture nuageuse mais également faire un sondage vertical de la température, de l'humidité et des vents grâce à divers capteurs dans le satellite et algorithmes de traitement des données.

### La climatologie
Outre cette discipline à court terme qu’est la météorologie, les satellites sont aussi extrêmement utiles pour la climatologie. Cette dernière n’a pas les mêmes exigences que la météorologie. Il ne lui faut pas des données immédiates mais des données sur une période de temps beaucoup plus longue. Les satellites d’observation fournissent donc de longues séries de mesures précises, globales et compatibles avec la dimension planétaire des phénomènes climatiques. Le climat est une « machine » comportant 3 « secteurs » qui interagissent entre eux : l’océan, la terre et l’atmosphère.

#### L’océanographie
Depuis 1992, l’océanographie a été bouleversée par l’apparition des satellites d’observation des masses d’eau. Tous les modèles, établis difficilement par plus d’un siècle d’observations en mer, se sont révélés imprécis, trop vieux ou faux après seulement 10 jours de fonctionnement de Topex-Poséidon ! Depuis juin 1995, l’océanographie a dû être adaptée pour accueillir les deux modes d’observation (par satellite et in situ). On en est arrivé à une océanographie intégrée, c'est-à-dire qui essaye non seulement de comprendre les phénomènes océaniques mais qui peut faire des prévisions de l’évolution des masses d’eau. On utilise donc des modèles où l’océan évolue en temps réel.
- Océanographie « intégrée » :

En mer, les données satellitaires permettent d’optimiser la pêche. En connaissant, grâce au satellite, le déplacement des zones froides ou chaudes et la température de prédilection des différentes espèces de poissons, on peut se diriger directement sur des zones précises et éviter de pêcher trop d’espèces non désirées. Par le même processus, on peut aider la police maritime et les scientifiques. On peut encore, en modélisant le déplacement des masses d’eau, optimiser le routage maritime (le pêcheur va profiter de certains courants pour utiliser moins de carburant) ou mieux aménager la côte (3 milliards d’êtres humains habitent à moins de 100 km des côtes). On peut aussi informer les personnes travaillant sur des plates-formes off-shore d’éventuelles zones agitées pour qu’ils puissent stopper le travail à temps. Des satellites altimétriques permettent déjà de cartographier le fond marin en observant la surface et, dans le futur, ces mêmes satellites pourront détecter la propagation d’une vague correspondant à un tsunami et ainsi en informer les autorités qui devront se charger du système de prévention. Pour finir, il faut savoir que les océans transportent autant d’énergie que l’atmosphère. Comprendre les mécanismes qui régissent les océans, c’est donc comprendre une grande partie de notre climat.
Ainsi, El Niño (littéralement courant de l’Enfant Jésus, ainsi nommé parce qu’il apparaît peu après Noël) est un dérèglement climatique particulier, qui se caractérise par une élévation anormale de la température de l’océan.
Lors de ce phénomène d’énormes masses d’eau chaude se déplacent le long de l’équateur vers l’Est créant parfois une élévation du niveau de la mer de plus de 25 cm. El Niño entraîne des transferts considérables de chaleur entre l'océan et l'atmosphère, à l’origine de cyclones et pluies torrentielles à l'approche des côtes d'Amérique du Sud. À l'inverse, sur la bordure ouest du Pacifique où les eaux de surface se refroidissent, la sécheresse domine. Le phénomène est encore très mal connu des scientifiques et le satellite Topex-Poséidon offre la possibilité de le suivre et de prévoir son évolution.

#### Observation de l’atmosphère
Les satellites observent le trou de la couche d’ozone, en particulier ERS-2 et Envisat qui en mesurent les dimensions et permettent aussi d’en apprendre plus sur les causes de son extension ou de sa réduction grâce à trois instruments capables d’étudier les polluants qui détruisent cette couche.

Les aérosols et les nuages sont suspectés jouer un grand rôle dans la machine climatique. Les aérosols contribuent à l'effet de serre, mais en diffusant une partie du rayonnement solaire, ils accentuent le pouvoir réfléchissant de l'atmosphère (avec des effets directs et indirects). L'« effet Parasol » résultant de la diffusion du rayonnement solaire par les aérosols conduit aujourd’hui à refroidir la planète. Les climatologues doivent mesurer dans quelles proportions jouent les effets de certains phénomènes. Les satellites les y aident.
Pour l’étude de l’effet parasol, c’est un satellite homonyme lancé le 18 décembre 2004 qui permet d’analyser la polarisation et les directions du rayonnement solaire réfléchi par la Terre et l’atmosphère. Les chercheurs espèrent ainsi découvrir les propriétés de ces aérosols, leur taille, leur distribution à l’échelle planétaire, etc. Le satellite Parasol permet aussi de décrire les propriétés des nuages grâce à l’observation des interactions entre ces nuages et les aérosols. On pourra ainsi déterminer le bilan de la concurrence entre les deux effets climatiques : effet de serre et effet parasol.

Un autre satellite (CALIPSO) observe les aérosols, et fournit une « coupe » verticale de l’atmosphère avec 30 mètres de résolution. Ces deux satellites font partie, comme quatre autres, de l’A-train. C’est en fait un « train » de 6 satellites évoluant sur une même orbite et où chaque « wagon » est séparé de l’autre de quelques minutes. Il a été conçu pour exploiter la complémentarité entre 6 satellites franco-américains dans le domaine climatique et océanographique (pour autant, chaque satellite est indépendant des autres). Ce dispositif permet d’observer simultanément les mêmes phénomènes atmosphériques à quelques minutes d’intervalle et selon différents critères physiques.

L'Agence spatiale japonaise met au point en 2010 la future mission GCOM (Global Change Observation Mission) prévu pour 13 ans ; à la suite des missions ADEOS-1 (1996) et ADEOS-2 (2002) avortées à la suite d'une déficience technique de satellites. Ce sera la principale Mission de la JAXA, et la principale contribution du Japon au programme GEOSS (Global Earth Observation System of Systems). GCOM disposera de 6 satellites (3 pour par familles de satellites (GCOM-C et GCOM-W, GCOM-W1 devant être lancé en 2011 et GCOM-C1 en 2013, GCOM-W2 est prévu en 2015, mais comme C2 (en 2017), W3 (en 2019) et C3 (en 2012), n'était pas encore budgété début 2010, alors que le Japon est touché par les suites de la Crise économique de 2008-2010.

#### Observation des continents
Le satellite Spot permet en prenant en photo des phénomènes comme les éruptions volcaniques ou les feux de forêts et de déterminer leurs impacts sur le climat. D’autres comme Cryosat et ERS, mesurent les variations d’épaisseur des glaciers continentaux. Ils peuvent détecter des icebergs et sécuriser la navigation. Leurs mesures confirment une fonte des glaces, tout du moins en Arctique. Dans les prochaines années il sera ainsi possible de tester les prévisions de fonte des glaces dans le cadre du réchauffement climatique.

#### Les satellites et le réchauffement climatique
Les satellites, en complément avec d’autres mesures prises sur Terre, nous informent donc de changements observés comme l’élévation de la température moyenne de la surface terrestre et maritime, l’élévation du niveau de la mer, la fonte des glaciers continentaux, l’accroissement des précipitations et le trou de la couche d’ozone. Cependant, tous les facteurs du climat ne sont pas connus pour l’instant et nous ne savons pas dans quelle mesure le climat sera modifié. Les satellites devront permettre à l’avenir d’étudier l’impact de différents phénomènes et des éventuelles mesures prises pour limiter ce réchauffement climatique. Il faut aussi normalement pour pouvoir « vivre avec » ou, si possible, anticiper le réchauffement de la planète, posséder des moyens d’observations globaux permanents et des systèmes de modélisation ultra précis.
Enjeu majeur, les négociations sur l’environnement sont amenées à s’intensifier dans les prochaines années. Jusqu’à présent, les hommes politiques s’appuyaient sur des données bien fragiles lorsqu’ils polémiquaient, par exemple, sur le trou de la couche d’ozone ou les gaz à effet de serre. Les satellites, mais pas seulement eux, permettent de livrer des données chiffrées et rigoureuses afin de prendre les bonnes décisions.

### L'observation des ressources terrestres

#### La cartographie
Les cartographes apprécient particulièrement l'aptitude d'un satellite à couvrir instantanément de vastes superficies, même les plus inaccessibles par voie terrestre, et de pouvoir renouveler l'observation à la demande. Les premiers demandeurs de cartes précises sont les ONG qui travaillent après le passage d’une catastrophe naturelle car beaucoup de pays dans le monde sont pauvres en informations géographiques. Les cartes des pays du Tiers-monde, quand elles existent, sont souvent incomplètes et anciennes. Spot permet par ailleurs de dresser un bilan global des dégâts et de suivre l’évolution de la situation au jour le jour. Les satellites Spot ont notamment été très sollicités lors du tsunami qui a touché l'Asie fin 2004 et en 2005, lors de la succession d'ouragans aux États-Unis. Dans les pays industrialisés, cette demande en cartes précises s’explique souvent par des études sur certaines réalisations publiques (routes, barrages, etc.). Les cartes en 3D obtenues grâce aux radars permettent aussi aux opérateurs téléphoniques de pouvoir mieux situer leurs antennes. Enfin, les archéologues ont pu découvrir des anciens tombeaux en Égypte, cachés sur le sable, grâce à ces mêmes images radars qui pouvaient cartographier le relief en dessous du sable. Il faut noter aussi le développement des applications de géolocalisation sur Internet, avec les satellites de GeoEye et l'utilisation qu'en fait Google par exemple.

#### La prospection minière
Chaque minéral possède sa propre « empreinte » électromagnétique. Il va en effet absorber ou réfléchir des parties du spectre lumineux différentes en fonction de sa composition chimique. Ainsi, du fer ne sera pas représenté de la même manière sur une « photo » prise par un satellite-radar que du cobalt. Il ne reste donc plus aux prospecteurs que de vérifier sur le terrain s'il existe un filon et s'il est exploitable.

#### L’agriculture
De la même manière que chaque minéral possède sa propre « signature » électromagnétique, chaque plante aura une « signature » différente suivant sa nature ou le fait qu’elle soit saine, en croissance ou malade. On peut donc établir des cartes des cultures, suivre leur évolution, discerner des variations de leur état physique (associées à l'apparition d'une maladie ou un manque d'eau) et estimer les récoltes (en combinant les informations des images avec des données obtenues par ailleurs, notamment sur le terrain).

#### L’environnement
En surveillant la déforestation, la pollution, ou encore l’érosion des sols, les satellites d’observations permettent une surveillance globale de la Terre, facilitant la compréhension et la maîtrise de ces phénomènes et jouant un rôle modérateur dans la destruction des ressources naturelles. Les satellites peuvent ainsi connaître les réserves en eau, déterminer l’impact de telle ou telle activité sur l’environnement… Ils peuvent aussi déterminer l’état sanitaire de la végétation après une catastrophe écologique et surveiller l’impact de certaines réalisations humaines.

#### La prévention des risques naturels
La possibilité de programmer certains satellites d’observation permet d'acquérir rapidement des images sur les zones touchées par une catastrophe. Grâce à ces informations, actualisables rapidement, il est possible de mettre à disposition des secours des informations récentes.
Le satellite permet également de dresser un bilan global des dégâts et de suivre l’évolution de la situation au jour le jour. Les satellites Spot ont notamment été très sollicités lors du tsunami qui a touché l'Asie fin 2004 et en 2005 et lors de la succession d'ouragans aux États-Unis.

## Les transferts de technologies
S’il est par excellence un secteur d’activités industrielles où l’innovation est le maître mot, c’est bien le secteur spatial. L’Espace est bel et bien le lieu d’expression de la matière grise. Rien d’étonnant à ce que le développement de systèmes spatiaux se traduise par l’avènement de nouvelles technologies, de produits et de services de grande qualité et qui si, certes, ne sont pas des plus nombreux, ont une haute valeur ajoutée.
Au temps des pionniers, tout était à inventer. Il fallait bien sûr imaginer, mettre au point, concevoir, qualifier un ensemble de technologies performantes pour un nouveau monde : des systèmes de propulsion performants et fiables pour s’affranchir de l’attraction terrestre, des vaisseaux à l’épreuve de terribles accélérations et d’incroyables écarts de températures, des satellites et des charges utiles aptes à fonctionner dans un environnement extrême baignant dans une microgravité permanente…
Mais à chaque fois, on retrouvait et on retrouve toujours au cahier des charges, diverses contraintes : celle de la fiabilité du système tout d’abord. Il est en effet difficile d’aller réparer un satellite une fois celui-ci placé en orbite. Celle du poids ensuite, du fait des coûts de lancement élevés et des limites de puissance du lanceur.
Performance, fiabilité et chasse aux kilos superflus : les concepteurs d’engins spatiaux ont toujours en tête cette triple contrainte. Un leitmotiv qui a poussé les chercheurs et l’industrie à concevoir sans cesse de nouveaux matériaux, de nouveaux systèmes.
D’autres techniques proviennent des vols habités. Pour eux s’ajoutent d’autres contraintes liées au effet sur l’organisme du milieu spatial – l’impesanteur et le niveau élevé de radiations. Les effets de l’impesanteur se font surtout ressentir au niveau des muscles (atrophie), des os (décalcification) et du système sanguin (afflux de sang à la tête…). Des « remèdes » ont donc dû être élaborés pour contrer ces problèmes.
Développées à coup d’investissements importants, ces techniques spatiales trouvent aujourd’hui une nouvelle vie.

### Les applications des vols habités
La Station spatiale internationale (ISS) a d’abord été créée dans un but scientifique. Les applications des vols habités touchent donc essentiellement les domaines des sciences fondamentales de la chimie, de la physique et de la biologie qui ont besoin de l’impesanteur pour effectuer certaines expériences. Ces dernières sont préparées sur Terre et effectuées dans l’Espace. Les scientifiques interprètent alors les résultats de ces expériences. Ainsi, grâce à l’impesanteur, des échantillons de cristaux plus purs ont pu être produits. Ces cristaux sont semi-conducteurs ou supraconducteurs et ont des applications dans de multiples domaines de l’électronique (grâce à eux, plus de données peuvent être envoyées en même temps). Toutefois, il faut préciser que l’ISS n’est pas une usine spatiale et que donc les produits élaborés ne sont pas commercialisés, ni même commercialisables à cause de leur prix.
Si l’ISS aide aujourd’hui principalement les sciences fondamentales, il n’en reste pas moins que certaines technologies développées pour aider les astronautes à affronter l’environnement spatial sont parfois aujourd’hui utilisées ailleurs. Par exemple, les couches culottes jetables ont été inventées pour les premiers spationautes, qui avaient besoin de matériaux absorbants à l’intérieur de leur combinaison… Plus sérieusement, les mesures prises pour permettre aux spationautes d’évoluer dans un milieu hostile profitent aujourd’hui aux pompiers. Dans un autre domaine, les travaux réalisés pour assurer la protection des spationautes contre l’intoxication alimentaire ont permis d’aller plus loin dans le conditionnement et l’hygiène des aliments. La technologie spatiale d’abord conçue pour stériliser l’eau grâce à deux électrodes lors des missions spatiales de longues durées est aujourd’hui utilisée dans certaines piscines pour éviter l’utilisation du chlore.  Une autre application qui peut sauver des vies et qui trouve son origine dans le cadre du programme Apollo est le radeau de secours qui peut se gonfler en 12 secondes.
Les vols habités trouvent surtout des applications dans le domaine de la médecine. Comme dit dans l’introduction, plusieurs remèdes et techniques ont été développés pour contrer les effets indésirables du « mal de l’Espace ». Ainsi, la téléassistance ou télétraitement, nés pour les besoins du vol spatial, servent à la surveillance et au soin de personnes à mobilité réduite ou vivant dans des lieux isolés. Cette technique est surtout utilisée aux États-Unis. Comme la télésurveillance, le holter a été développé pour pouvoir suivre le rythme cardiaque des astronautes pendant le vol. Cet électrocardiogramme équipe aujourd’hui tous les cabinets de cardiologie. Pour faire face au phénomène de décalcification des os, des techniques d’évaluation de la densité osseuse ont contribué au développement d’instruments utilisés pour étudier l’ostéoporose. Toujours dans les techniques importées des vols habités, des appareils robotiques d’aide aux astronautes sont aujourd’hui utilisés pour aider les handicapés. Une dernière découverte dans l’étude des échanges gazeux dans les poumons lors de long séjour dans l’Espace par le professeur Païva, physicien à la faculté de médecine à l’hôpital Erasme de l’ULB, a permis l’élaboration de vêtements spéciaux (dont le nom est Mamagoose) pour lutter contre la mort subite du nourrisson.

### Applications diverses
Outre les applications des vols habités, nous allons voir maintenant un aperçu de technologies et de matériaux transférés de la recherche spatiale vers d’autres domaines, classés dans « divers » parce qu’ils sont très hétéroclites et il est par conséquent impossible d’opérer une classification logique. Il ne s’agit ici nullement d’une liste complète mais de simples exemples.
Certains freins en composite réfractaires sont dérivés de la technique spatiale dans ce domaine. Toujours dans le domaine automobile, ce sont les accéléromètres et la technologie des boulons pyrotechnique mis au point pour les lanceurs qui déclenchent aujourd’hui les airbags. Les alliages à mémoire de forme sont dorénavant utilisés dans les hôpitaux non pour faire pivoter les panneaux solaires de satellites mais pour maintenir en place deux morceaux d’un os fracturé.
En 1960, est lancé le satellite passif de télécommunication Echo. L’enveloppe de cet énorme ballon, de plus de 30 mètres de diamètre, consiste en une feuille de plastique rendue réfléchissante par les ondes radioélectriques grâce à une fine couche de particules d’aluminium. C’est la firme King-Seeley Thermos qui a repris les propriétés de ce composite pour en faire les bouteilles thermos : légèreté et réflexion des ondes infrarouges par lesquels se dissipe la chaleur.
Enfin, on compte parmi ces matériaux dérivés de la recherche spatiale nombre de composites ignifugés ou des tissus traités chimiquement qui entrent dans la fabrication des draps, des meubles, des parois intérieures des submersibles, des uniformes des personnes qui manipulent des matières dangereuses et des vêtements des coureurs automobiles.
Des milliers d’autres applications sont en cours d’élaboration ou déjà utilisées dans notre vie quotidienne, comme des chaussures athlétiques, des panneaux solaires ultra performants, l’imagerie médicale, le thermomètre auriculaire, l’antenne parabolique…
Consciente de ce pouvoir d’innovation, l’ESA a lancé le TTP (Technology Transfert Programme). Il s’agit de mettre les acquis de la recherche spatiale à la portée d’autres secteurs d’activités, au service des besoins de la société. En un peu plus de 10 ans, les transferts de technologies spatiales européennes ont débouché sur près de 150 nouvelles applications terrestres.

### L'emploi dans les secteurs spatiaux

#### En Europe
L’ESA estime qu’au sein de ses membres, le secteur spatial emploie directement 40 000 personnes mais qu’il génère indirectement également 250 000 emplois supplémentaires.
Statistiquement, 30 % des travailleurs directs sont ingénieurs, 40 % ont une formation scientifique, 15 % ont des emplois administratifs et il y a 15 % de collaborateurs d’ateliers.

### Bandes utilisées dans les télécommunications
Les principales bandes utilisées (fréquence de montée / fréquence de descente) sont les suivantes :
1. la bande L (1,6/1,4 GHz), réservée aux communications mobiles. Constituant la bande de fréquences la moins sujette aux perturbations atmosphériques, elle est utilisée par de petites stations terrestres mobiles (bateaux, véhicules terrestres et avions).
2. la bande C (6/4 GHz), très employée par les centaines de satellites actifs en orbite ;
3. la bande X (8/7 GHz), réservée aux applications militaires ;
4. la bande Ku (14/12 GHz), également beaucoup utilisée, principalement par de grandes stations terrestres fixes ;
5. la bande Ka (30/20 GHz), utilisée commercialement pour la première fois en 2004 par le satellite de télécommunications canadien Anik F2.

### Les caractéristiques des systèmes de positionnement

#### Transit
- Nom : Navy Navigation Satellite System (ou Transit)
- Concepteur : l’armée américaine (DoD).
- Dates : Transit fut le premier système spatial de navigation. Il exploitait l'effet Doppler des signaux reçus des satellites. Il a été déclaré opérationnel à partir de 1964 pour la Défense américaine et en 1967 pour l’activité civile. Il a cessé d’être exploité en 1996, le relais étant pris par le système GPS.
- Pour répondre à quelles attentes ? : Il fallait à la marine américaine un système précis pour guider ses missiles balistiques sous-marins, accessible quelles que soient les conditions météorologiques
- Segments :
  - Sur Terre : 3 stations.
  - Dans l’Espace : 6 satellites sur une orbite polaire de 1 000 km d’altitude.
- Limites :
  - contrôlé par des militaires, donc le signal peut être brouillé à tout instant sans que l’utilisateur ne le sache.
  - l’altitude relativement basse diminue la durée de visibilité du satellite ce qui fait que l’exploitation est très discontinue.
  - les récepteurs qui ont une trop grande vitesse de déplacement (avions) ne peuvent utiliser ce système.

#### GPS
- Nom : Global Positioning System - NAVigation System with Time And Ranging.
- Concepteur : l’armée américaine (DoD).
- Dates importantes : développés à partir de 1973, les satellites ont été lancés en 3 phases : de 1978 à 1985, une première génération de satellites « test » est lancée (Bloc I). À partir de 1989, ce ne sont pas moins de 28 satellites (dont 4 de réserve) qui sont mis en orbite afin de pouvoir commencer la phase opérationnelle en 1993 (Bloc IIA). La dernière génération de satellites plus performants est lancée en 1996 (Bloc IIR).
- Pour répondre à quelles attentes ? : étant à l’origine un projet purement militaire, le GPS était surtout attendu pour offrir un service homogène et en 3 dimensions de positionnement pour l’armée.
- Segments :
  - Sur Terre : 5 stations
  - Dans l’Espace : 30 satellites dont 4 de réserve à une altitude orbitale de 20 000 km sur 6 plans orbitaux différents.
- Limites : Concernant la précision, le GPS étant un système développé pour les militaires américains, une disponibilité sélective a été prévue. Depuis 1990, les civils n'avaient accès qu'à une précision faible (environ 100 m). Le 1er mai 2000, le président Bill Clinton a annoncé qu'il mettait fin à cette dégradation volontaire du service. Cependant, le système peut toujours être soumis à un brouillage du signal sans que les utilisateurs n’en soit informé, ce qui en fait un service moyennement sûr pour les activités comme le guidage des avions par exemple.

#### GLONASS
- Nom : GLObal’naya NAvigatsionnaya Sputnikovaya Sistema (système global de navigation par satellite).
- Concepteur : l’armée russe.
- Dates : Premier lancement en 1982, véritablement opérationnel en 1995 mais pour un temps relativement court du fait du manque de budget dont souffrait l’agence spatiale russe. On a cependant constaté ces dernières années un regain d’intérêt des autorités russes pour Glonass. Plusieurs satellites sont désormais lancés régulièrement chaque année.
- Pour répondre à quelles attentes ? : Les mêmes que le GPS.
- Segments :
  - Sur Terre : 5 stations mais uniquement en Russie.
  - Dans l’Espace : 24 satellites sur 3 orbites de 19 100 km d’altitude mais dont seulement 16 fonctionnent actuellement.
- Limites : Nombre de satellites insuffisant actuellement pour fournir une couverture globale.

#### GALILEO
- Nom : Galileo.
- Concepteur : L’ESA. Projet civil avec des applications militaires.
- Dates : Lancement du premier satellite « test » Giove-A le jeudi 29 décembre 2005. Le système pourra être utilisé en 2010 et sera totalement opérationnel vers 2012.
- Pour répondre à quelles attentes ? : Elles sont multiples : mettre à disposition des utilisateurs civils et militaires un système précis et intègre permettant de connaître leur position en temps réel ; ouvrir un marché estimé à 250 milliards d’euros (!) au minimum pour un investissement de 3,2 milliards d’euros ; créer selon les estimations de l’Union Européenne 100 000 nouveaux emplois et surtout devenir indépendant des États-Unis dans ce domaine. C’est donc peu dire que l’on attend beaucoup de Galileo.
- Segments :
  - Sur Terre : 2 stations principales situées en Europe et une vingtaine d’autres situées partout ailleurs dans le monde.
  - Dans l’Espace : 33 satellites sur 3 orbites circulaires à 24 000 km d’altitude dont 1 de réserve sur chaque orbite.
- Limites : Actif...

#### Argos
Etabli depuis 1978 par la coopération entre les États-Unis et la France, Argos est constitué de 6 satellites en orbite polaire héliosynchrone et de plus de 15 000 balises sur l’ensemble de la Terre. Son but est d’assurer la localisation et la collecte de données pour l’étude de l’environnement.

#### Cospas-Sarsat
Cospas-Sarsat résulte d’une coopération internationale dans le but d’améliorer les opérations de recherche et sauvetage sur la totalité du globe en fournissant des informations d’alerte et de localisation. Il est opérationnel depuis 1982. Les émetteurs Cospas-Starsat se déclenchent soit par l’inertie à l’impact, soit par immersion, soit manuellement quand cela est possible.

#### DORIS
Le système Doris développé par le CNES, a pour but de permettre la détermination fine d’orbites ainsi que la localisation de balises. Il constitue une alternative au GPS dans la localisation des satellites sur leur orbite.

### Les 3 lois de Kepler et différentes orbites
La mission d’un satellite ou de tout véhicule spatial lui impose de décrire une trajectoire bien déterminée. Il faut donc qu’il puisse la rejoindre et s’y maintenir. Il doit également conserver une certaine orientation par rapport à la Terre et au Soleil. Cette attitude lui permet de recevoir suffisamment d’énergie solaire, d’effectuer des prises de vue dans les conditions voulues ou de communiquer avec la Terre. À chaque mission correspond donc un type d’orbite bien précis. Comme tout objet spatial un satellite est soumis aux 3 lois formulées par Kepler :
- Loi I : l’orbite a la forme d’une ellipse dont le foyer se trouve au centre de la Terre ; le cercle est en fait un cas particulier de l’ellipse dont les deux foyers sont confondus au centre de la Terre.
- Loi II : Le satellite se déplace d’autant plus vite qu’il est près de la Terre ; en termes précis, la droite qui joint le centre de la Terre au satellite balaie toujours une aire égale dans un intervalle de temps donné.
- Loi III : le carré de la période de rotation du satellite autour de la Terre varie comme le cube de la longueur du grand axe de l’ellipse. Si l’orbite est circulaire, le grand axe est alors le rayon du cercle.
  - L’orbite géostationnaire (ou de Clarke) est un cas particulier de la troisième loi. Elle correspond en fait à une altitude de 36 000 km car c’est à cette altitude que la période du satellite correspond exactement à la période de la Terre, soit 23 heures, 56 minutes et 4 secondes. Vu de la Terre donc, un satellite situé à cette altitude est immobile dans le ciel : c’est donc l’orbite parfaite pour les satellites de télécommunication et pour certains satellites d’observation (météo) qui doivent couvrir une zone définie.
  - L’orbite héliosynchrone est une orbite basse dont le plan conserve un angle constant avec la direction Terre-Soleil. Les orbites héliosynchrones permettent d’obtenir une heure solaire locale constante au passage en un lieu donné, ce qui détermine un éclairement constant et un balayage de presque toute la surface du globe, l’orbite étant quasi polaire. Ces caractéristiques en font une orbite idéale pour des satellites d’observation de la Terre.
  - L’orbite polaire est une orbite circulaire basse (entre 300 et 1 000 km d’altitude souvent) qui a la particularité d’être inclinée de telle manière que l’objet sur cette orbite passe au plus près des pôles à chaque « balayage » de la surface terrestre.